# Mont-ras
Pour les articles homonymes, voir Mont.
Mont-ras est une commune de la province de Gérone, en Catalogne, en Espagne, de la comarque de Baix Empordà